# Golden Boy (premio)
Lo European Golden Boy, spesso citato semplicemente come Golden Boy, è un premio calcistico istituito da Tuttosport nel 2003 e assegnato ogni anno al miglior calciatore Under-21 militante nella massima serie di un campionato europeo. Dall'edizione 2018, durante la cerimonia di assegnazione del Golden Boy, vengono premiate anche altre categorie.

## Criteri
Il quotidiano sportivo italiano Tuttosport seleziona una lista di giovani calciatori sotto i 21 anni d'età che si sono distinti nel corso dell'anno. A votare il vincitore è una giuria di giornalisti, rappresentanti di varie testate sportive europee: tra i giornali passati e presenti, i francesi L'Équipe e France Football, gli inglesi Daily Mail e The Times, l'olandese De Telegraaf, gli spagnoli AS, Marca e Mundo Deportivo, i portoghesi A Bola e Record, i tedeschi Bild e Kicker, la greca Ta Nea, la russa Pressing Agency, la croata Slobodna Dalmacija, l'ucraino Sport Express, la rumena Gazeta Sporturilor e altri. Nel corso degli anni il processo di selezione dei finalisti ha subito delle modifiche. Nell'edizione 2023 i finalisti sono stati 25 e la giuria è stata composta da 50 giornalisti. Ogni giurato seleziona cinque nomi assegnando 10 punti al primo, 7 al secondo, 5 al terzo, 3 al quarto e 1 al quinto; la somma dei punti decreta il vincitore. Possono partecipare solo i calciatori che militano nella prima divisione di ogni paese europeo.

## European Golden Boy

### Albo d'oro
| Anno | Calciatore       | Club                            |
| ---- | ---------------- | ------------------------------- |
| 2003 | Van de vaart     | Ajax                            |
| 2004 | Wayne Rooney     | Everton / Manchester Utd        |
| 2005 | Lionel Messi     | Barcellona                      |
| 2006 | Cesc Fàbregas    | Arsenal                         |
| 2007 | Sergio Agüero    | Atlético Madrid                 |
| 2008 | Anderson         | Manchester Utd                  |
| 2009 | Alexandre Pato   | Milan                           |
| 2010 | Mario Balotelli  | Inter / Manchester City         |
| 2011 | Mario Götze      | Borussia Dortmund               |
| 2012 | Isco             | Malaga                          |
| 2013 | Paul Pogba       | Juventus                        |
| 2014 | Raheem Sterling  | Liverpool                       |
| 2015 | Anthony Martial  | Monaco / Manchester Utd         |
| 2016 | Renato Sanches   | Benfica / Bayern Monaco         |
| 2017 | Kylian Mbappé    | Monaco / Paris Saint-Germain    |
| 2018 | Matthijs de Ligt | Ajax                            |
| 2019 | João Félix       | Benfica / Atlético Madrid       |
| 2020 | Erling Haaland   | Borussia Dortmund               |
| 2021 | Pedri            | Barcellona                      |
| 2022 | Gavi             | Barcellona                      |
| 2023 | Jude Bellingham  | Borussia Dortmund / Real Madrid |
| 2024 | Lamine Yamal     | Barcellona                      |

### Statistiche

#### Vittorie per nazionalità
| Nazionalità | Vittorie | Anni                         |
| ----------- | -------- | ---------------------------- |
| Spagna      | 5        | 2006, 2012, 2021, 2022, 2024 |
| Francia     | 3        | 2013, 2015, 2017             |
| Inghilterra | 3        | 2004, 2014, 2023             |
| Paesi Bassi | 2        | 2003, 2018                   |
| Argentina   | 2        | 2005, 2007                   |
| Brasile     | 2        | 2008, 2009                   |
| Portogallo  | 2        | 2016, 2019                   |
| Italia      | 1        | 2010                         |
| Germania    | 1        | 2011                         |
| Norvegia    | 1        | 2020                         |

#### Vittorie per club
| Club                | Vittorie | Anni                   |
| ------------------- | -------- | ---------------------- |
| Barcellona          | 4        | 2005, 2021, 2022, 2024 |
| Manchester Utd      | 3        | 2004, 2008, 2015       |
| Borussia Dortmund   | 3        | 2011, 2020, 2023       |
| Ajax                | 2        | 2003, 2018             |
| Atlético Madrid     | 2        | 2007, 2019             |
| Monaco              | 2        | 2015, 2017             |
| Benfica             | 2        | 2016, 2019             |
| Everton             | 1        | 2004                   |
| Arsenal             | 1        | 2006                   |
| Milan               | 1        | 2009                   |
| Manchester City     | 1        | 2010                   |
| Inter               | 1        | 2010                   |
| Malaga              | 1        | 2012                   |
| Juventus            | 1        | 2013                   |
| Liverpool           | 1        | 2014                   |
| Bayern Monaco       | 1        | 2016                   |
| Paris Saint-Germain | 1        | 2017                   |
| Real Madrid         | 1        | 2023                   |

In corsivo le edizioni condivise.

## Best Italian Golden Boy

### Albo d'oro
| Anno | Calciatore           | Club              |
| ---- | -------------------- | ----------------- |
| 2018 | Patrick Cutrone      | Milan             |
| 2019 | Gianluigi Donnarumma | Milan             |
| 2020 | Sandro Tonali        | Brescia / Milan   |
| 2021 | Roberto Piccoli      | Spezia / Atalanta |
| 2022 | Fabio Miretti        | Juventus          |
| 2023 | Giorgio Scalvini     | Atalanta          |
| 2024 | Michael Kayode       | Fiorentina        |

### Statistiche

#### Vittorie per club
| Club       | Vittorie | Anni             |
| ---------- | -------- | ---------------- |
| Milan      | 3        | 2018, 2019, 2020 |
| Atalanta   | 2        | 2021, 2023       |
| Brescia    | 1        | 2020             |
| Spezia     | 1        | 2021             |
| Juventus   | 1        | 2022             |
| Fiorentina | 1        | 2024             |

In corsivo le edizioni condivise.